# Kayna Samet
Kayna Samet (Nizza, 27 settembre 1980) è una cantante francese di genere soul, hip hop e R&B.

## Biografia
Nata a Nizza il 27 settembre 1980 da genitori di origine algerina, poi divorziati, Samet inizia fin dall'infanzia ad appassionarsi al funk e alle voci della canzone francese come Jacques Brel, Édith Piaf e Léo Ferré. A 15 anni ha iniziato a esibirsi con gruppi musicali rap, prima come corista e poi come rapper.
Con il suo primo manager Nabila Jaadi ha iniziato a incidere i propri brani ed esibirsi in concerti solisti. Nel 1999 ha presentato il demo Le parcours d'une goutte d'eau a diverse case discografiche, senza però ottenere un contratto. Nel 2000 ha interpretato il pezzo Jeune fille d'en bas e ha partecipato alla compilation R'n'B 2000 International con il pezzo Vas-y pars. In questo periodo ha iniziato a usare lo pseudonimo Kayna Samet. Nel 2002 ha debuttato discograficamente con il suo primo singolo, Blazée d'la life.
In seguito ha collaborato con Booba in Destinée, con IAM con il singolo di discreto successo Nous, Rohff con il brano Petrole e con Kery James nel brano Laisse-Nous croire. Ha più volte duettato con il rapper Sinik, suo marito, nei brani De tout la haut, Inespérée e Rien n'a changé.
Nel 2005 ha pubblicato per la Universal il suo album di debutto, Entre deux je, che ha raggiunto la posizione numero 15 della classifica degli album francese entrando anche in quella belga. Nello stesso periodo ha ottenuto un discreto successo con il singolo Écorchée vive, che ha raggiunto la posizione numero 13 in Francia ottenendo un discreto successo anche in Svizzera.

## Discografia

### Album
- 2005 - Entre deux je

### EP
- 1999 - Le Parcours d'une goutte d'eau

### Singoli
- 2004 - Nous (IAM feat. Kayna Samet)
- 2005 - Écorchée vive